# Romane und Bücher der Magie
Romane und Bücher der Magie waren eine im Rikola-Verlag erscheinende, von Gustav Meyrink herausgegebene Buchreihe. Bei den fünf zwischen 1921 und 1924 erschienenen Titeln handelt es sich um Biographien von Esoterikern und okkultistische Phantastik.
Die folgenden Titel sind erschienen:
- Bd. 1: Carl Vogl: Sri R̆amarischna, der letzte indische Prophet. 1921.
- Bd. 2: Richard H. Laarß [d. i. Richard Hummel]: Éliphas Lévi, der grosse Kabbalist und seine magischen Werke. 1922.
- Bd. 3: Paschal Beverly Randolph: Dhoula Bel: Ein Rosenkreuzer-Roman. Übersetzt von Gustav Meyrink. 1922. Originalausgabe: Ravalette (1863).
- Bd. 4: Franz Spunda: Der gelbe und der weisse Papst: Ein magischer Roman. 1923.
- Bd. 5: Franz Spunda: Das aegyptische Totenbuch: Ein nekromantischer Roman. 1924.